# Кашина Монтаровере (Асти)
Кашина Монтаровере је насеље у Италији у округу Асти, региону Пијемонт.
Према процени из 2011. у насељу је живело 45 становника. Насеље се налази на надморској висини од 235 м.